# Au am Leithaberge
Au am Leithaberge ist eine Marktgemeinde mit 950 Einwohnern (Stand 1. Jänner 2025) im Bezirk Bruck an der Leitha in Niederösterreich (Österreich).

## Geographie
Au am Leithaberge liegt im niederösterreichischen Industrieviertel am Westrand des Leithagebirges. Die Fläche der Marktgemeinde umfasst 16,74 Quadratkilometer. 35,81 Prozent der Fläche sind bewaldet.

### Gemeindegliederung
Es gibt nur die Katastralgemeinde Au am Leithagebirge.

### Nachbargemeinden
| Leithaprodersdorf, Seibersdorf |                                             | Hof am Leithaberge |
| Stotzing                       | Kompassrose, die auf Nachbargemeinden zeigt |                    |
|                                | Oslip, Schützen am Gebirge                  | Donnerskirchen     |

## Geschichte
Im Altertum war das Gebiet Teil der Provinz Pannonien.
Am Abhang des Leithagebirges wurden spätestens 2012 zwei keltische Gräberfelder freigelegt.
- Das Gräberfeld „Kleine Hutweide“ liegt auf einem nordwestlichen Ausläufer des Gebirges. 28 latènezeitliche Bestattungen wurden zwischen 1926 und 1931 ergraben, darunter das Grab eines Schmiedes mit Funden von Amboss, Eisenmeißeln und einem Hammerkopf. Eine Pferdetrense, Schwerter, Lanzenspitzen und diverse Keramik waren ebenfalls in einigen Gräbern beigegeben.
- Im Gräberfeld „Mühlbachäcker“ wurden 1933 bis 1937 und 1970 insgesamt 17 Grabstellen freigelegt, die ebenfalls in die La-Tène-Zeit einzuordnen sind. Wie im Gräberfeld „Kleine Hutweide“ sind auch hier die Gräber mit Trockensteinmauern umfasst und die Wege dazwischen teilweise mit Steinpflasterung versehen. Bei einigen Grabstellen sind Nach- oder Mehrfachbelegung feststellbar.[1]

Im Zuge des Baus eines Windparks mit 5 Windrädern haben Archäologen Funde und Spuren von jungsteinzeitlichen und bronzezeitlichen Siedlungen gemacht, u. a. ein Hügelgrab (ca. 1600 vor Chr.). Das Gebiet im Bereich des Windparks ist seit dem 6. Jahrtausend vor Christus durchgehend besiedelt.
Im Jahr 1822 wurde der Ort als Markt mit 120 Häusern genannt, der über eine Pfarre und eine Schule verfügte. Die Herrschaft Scharfenegg besaß die Ortsobrigkeit, übte die Landgerichtsbarkeit aus, besorgte die Konskription und hatte die Grundherrschaft inne. Laut Adressbuch von Österreich waren im Jahr 1938 in der Ortsgemeinde Au drei Bäcker, ein Binder, ein Fleischer, zwei Friseure, drei Gastwirte, drei Gemischtwarenhändler, eine Hebamme, ein Holzhändler, vier Landesproduktehändler, ein Maurermeister, ein Müller, ein Schlosser, ein Schmied, zwei Schneider und eine Schneiderin, zwei Schuster, eine Sodawassererzeuger, zwei Tischler, ein Viktualienhändler, ein Wagner und mehrere Landwirte ansässig. Weiters ab es im Ort eine Milchgenossenschaft und mehrere Steinbrüche.

### Einwohnerentwicklung
| Au am Leithaberge: Einwohnerzahlen von 1869 bis 2025 | Au am Leithaberge: Einwohnerzahlen von 1869 bis 2025 | Au am Leithaberge: Einwohnerzahlen von 1869 bis 2025 | Au am Leithaberge: Einwohnerzahlen von 1869 bis 2025 | Au am Leithaberge: Einwohnerzahlen von 1869 bis 2025 |
| ---------------------------------------------------- | ---------------------------------------------------- | ---------------------------------------------------- | ---------------------------------------------------- | ---------------------------------------------------- |
| Jahr                                                 |                                                      |                                                      |                                                      | Einwohner                                            |
| 1869                                                 | 1869                                                 |                                                      | 812                                                  | 812                                                  |
| 1880                                                 | 1880                                                 |                                                      | 878                                                  | 878                                                  |
| 1890                                                 | 1890                                                 |                                                      | 878                                                  | 878                                                  |
| 1900                                                 | 1900                                                 |                                                      | 876                                                  | 876                                                  |
| 1910                                                 | 1910                                                 |                                                      | 837                                                  | 837                                                  |
| 1923                                                 | 1923                                                 |                                                      | 896                                                  | 896                                                  |
| 1934                                                 | 1934                                                 |                                                      | 852                                                  | 852                                                  |
| 1939                                                 | 1939                                                 |                                                      | 806                                                  | 806                                                  |
| 1951                                                 | 1951                                                 |                                                      | 793                                                  | 793                                                  |
| 1961                                                 | 1961                                                 |                                                      | 749                                                  | 749                                                  |
| 1971                                                 | 1971                                                 |                                                      | 952                                                  | 952                                                  |
| 1981                                                 | 1981                                                 |                                                      | 812                                                  | 812                                                  |
| 1991                                                 | 1991                                                 |                                                      | 888                                                  | 888                                                  |
| 2001                                                 | 2001                                                 |                                                      | 909                                                  | 909                                                  |
| 2011                                                 | 2011                                                 |                                                      | 922                                                  | 922                                                  |
| 2021                                                 | 2021                                                 |                                                      | 950                                                  | 950                                                  |
| 2025                                                 | 2025                                                 |                                                      | 950                                                  | 950                                                  |
| Quelle(n): Statistik Austria, Gebietsstand 1.1.2021  |                                                      |                                                      |                                                      |                                                      |

## Ethnographie
Der Ort ist Teil der kroatischen Sprachinsel im Marchfeld.

## Kultur und Sehenswürdigkeiten

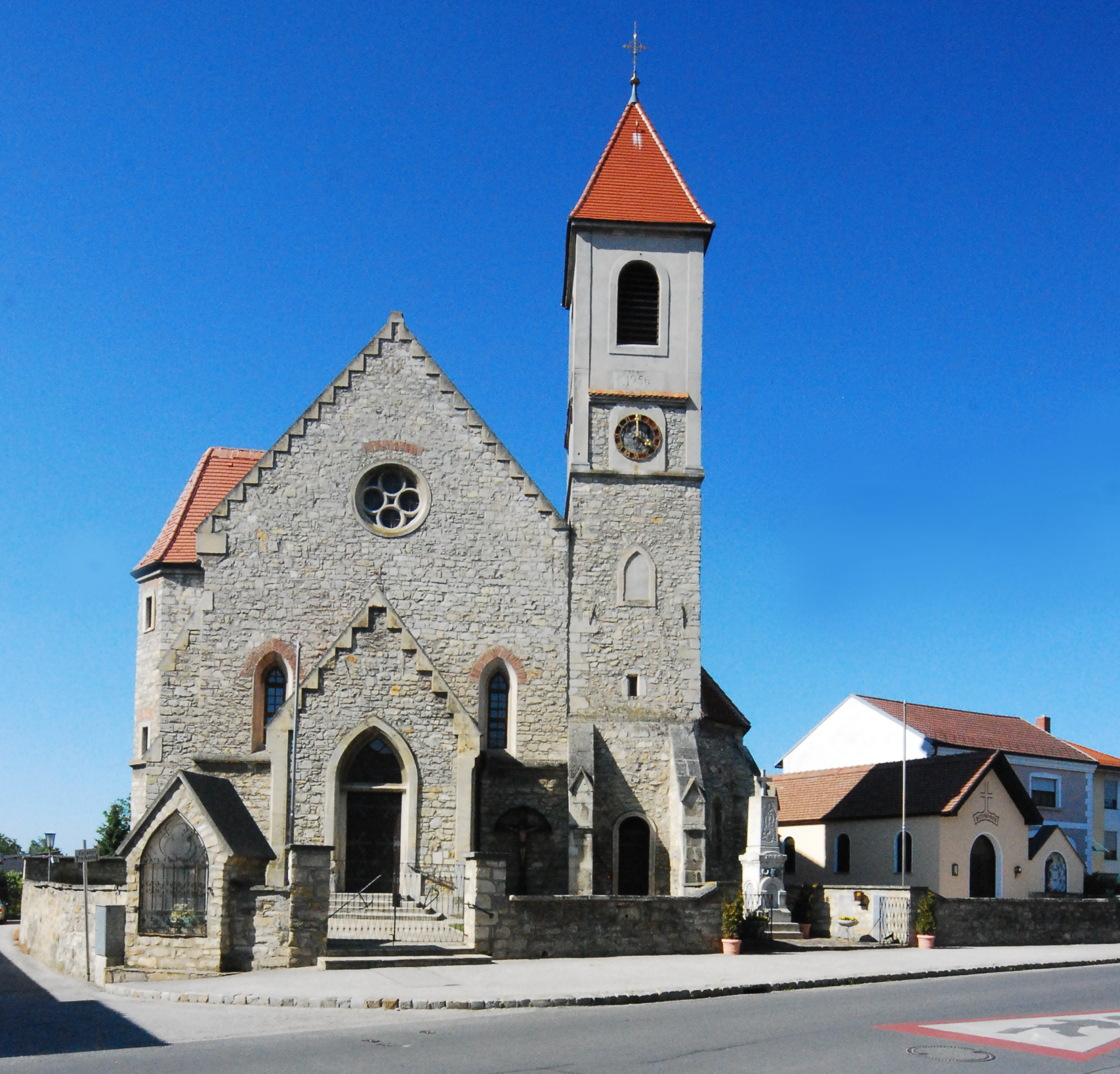
Pfarrkirche Au am Leithaberge

- Katholische Pfarrkirche Au am Leithaberge hl. Nikolaus
- Ehemalige Edelmühle, die erstmals im Jahre 1375 erwähnt wurde.

## Wirtschaft und Infrastruktur
Nichtlandwirtschaftliche Arbeitsstätten gab es im Jahr 2001 31, land- und forstwirtschaftliche Betriebe nach der Erhebung 1999 39. Die Zahl der Erwerbstätigen am Wohnort betrug nach der Volkszählung 2001 412. Die Erwerbsquote lag 2001 bei 46,2 Prozent. Arbeitslose gab es am Ort im Jahresdurchschnitt 2003 1.

### Bildung
In der Gemeinde befindet sich ein Kindergarten und eine Volksschule.

## Politik

### Gemeinderat
Der Gemeinderat hat 15 Mitglieder.
- Nach den Gemeinderatswahlen in Niederösterreich 1990 hatte der Gemeinderat folgende Verteilung: 11 ÖVP, 2 SPÖ und 2 FPÖ.
- Nach den Gemeinderatswahlen in Niederösterreich 1995 hatte der Gemeinderat folgende Verteilung: 9 ÖVP, 3 SPÖ, 2 Bürgerliste Kuso und 1 FPÖ.[8]
- Nach den Gemeinderatswahlen in Niederösterreich 2000 hatte der Gemeinderat folgende Verteilung: 10 ÖVP, 3 SPÖ, 1 FPÖ und 1 Bürgerliste Kuso.[9]
- Nach den Gemeinderatswahlen in Niederösterreich 2005 hatte der Gemeinderat folgende Verteilung: 11 ÖVP, 2 Bürgerliste Kuso und 2 SPÖ.[10]
- Nach den Gemeinderatswahlen in Niederösterreich 2010 hatte der Gemeinderat folgende Verteilung: 9 ÖVP, 2 SPÖ, 2 Bürgerliste Kuso und 2 FPÖ.[11]
- Nach den Gemeinderatswahlen in Niederösterreich 2015 hatte der Gemeinderat folgende Verteilung: 8 Zukunftsbündnis Mihaly (ZUM) und 7 ÖVP.[12]
- Nach den Gemeinderatswahlen in Niederösterreich 2020 hatte der Gemeinderat folgende Verteilung: 8 Zukunftsbündnis Mihaly (ZUM), 6 ÖVP und 1 SPÖ.
- Nach der außertourlichen Gemeinderatswahl am 30. Jänner 2022 hat der Gemeinderat folgende Verteilung: 7 ÖVP, 6 ZUM, 1 BL, 1 ABU.
- Nach den Gemeinderatswahlen in Niederösterreich 2025 hat der Gemeinderat folgende Verteilung: 7 (Bürgermeisterin Fekete) ÖVP, 4 (Miteinander für Au, ÖVP) MFA und 4 FPÖ.[13]

### Bürgermeister
- bis 2010 Josef Jandrinitsch (ÖVP)
- 2010–2022 Herbert Mihaly (ÖVP, ab 2015 Zukunftsbündnis Mihaly (ZUM))

Au am Leithaberge (rechts oben) um 1872 (Aufnahmeblatt der Landesaufnahme)

- seit 2022 Reka Fekete (ÖVP)